# Trifolium fucatum
Trifolium fucatum är en ärtväxtart som beskrevs av John Lindley. Trifolium fucatum ingår i släktet klövrar, och familjen ärtväxter. Inga underarter finns listade i Catalogue of Life.